# Kloster der Karmelitinnen Witten

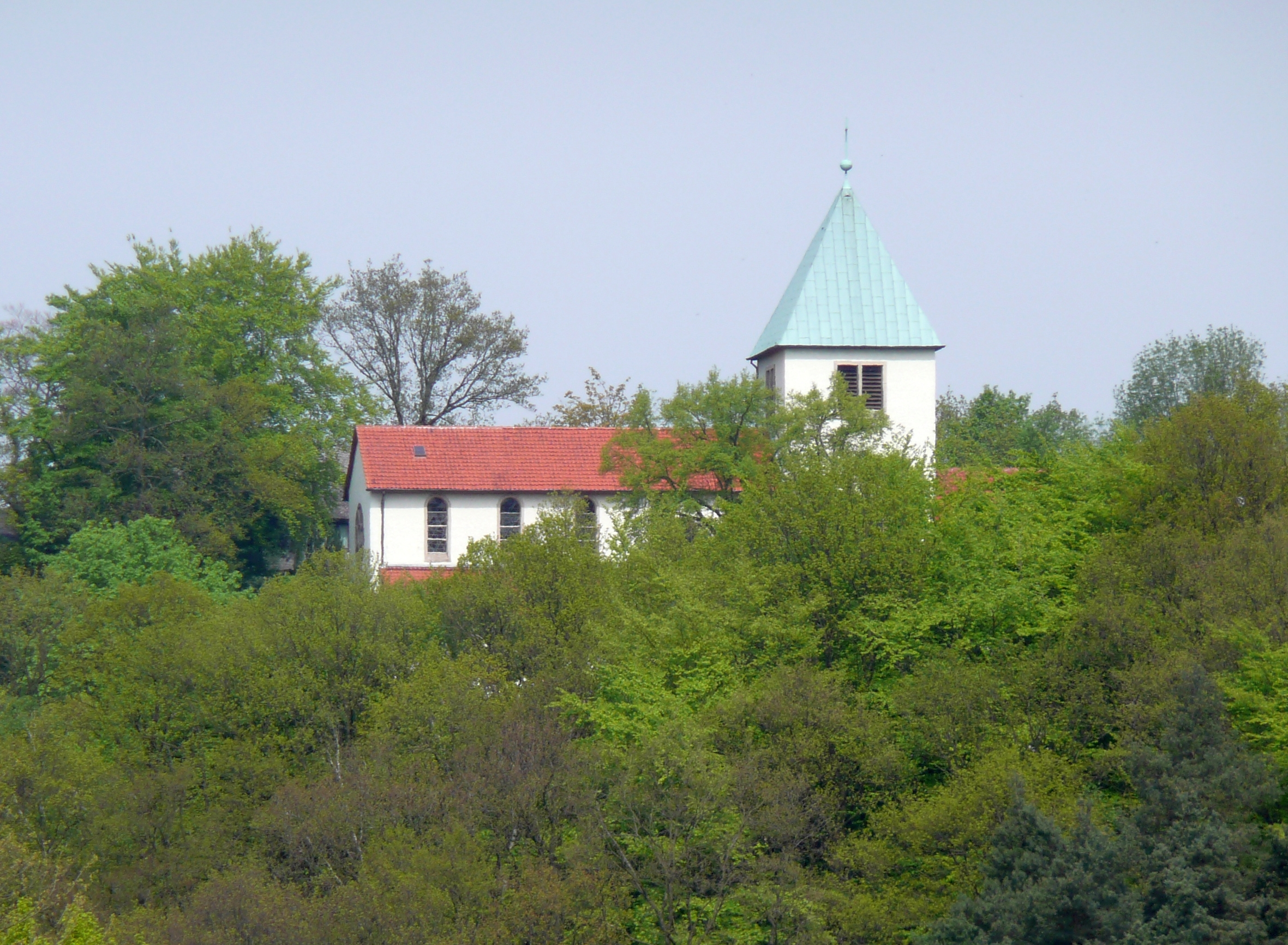
Kirche des Klosters

Maria Vermittlerin aller Gnaden ist ein Kloster der Unbeschuhten Karmelitinnen in Witten. Es wurde 1933 in Pawelwitz (Pawłowice) in der Nähe von Breslau gegründet. 1935 wurde der erste Bauabschnitt des dortigen Klosters fertiggestellt. 1941 löste die nationalsozialistische Regierung das Kloster auf und beschlagnahmte es. Die Ordensschwestern fanden Aufnahme im Breslauer Ursulinenkloster.
1946 schlossen sie sich den Flüchtlingstrecks nach Westen an und fanden zunächst Aufnahme in Welden bei Augsburg, später im Schloss Neuburg. Auf Initiative des Paderborner Erzbischofs, Lorenz Jaeger, erhielten die Schwestern in Witten-Annen ein Grundstück an einem Südhang des Ardeygebirges. Dort errichteten sie 1954 das heutige Kloster. Am 18. November 1956 wurde die Klosterkirche durch Erzbischof Jaeger geweiht.
Haupteinnahmequelle des Klosters ist heute die Hostienbäckerei.